# Vilamantells

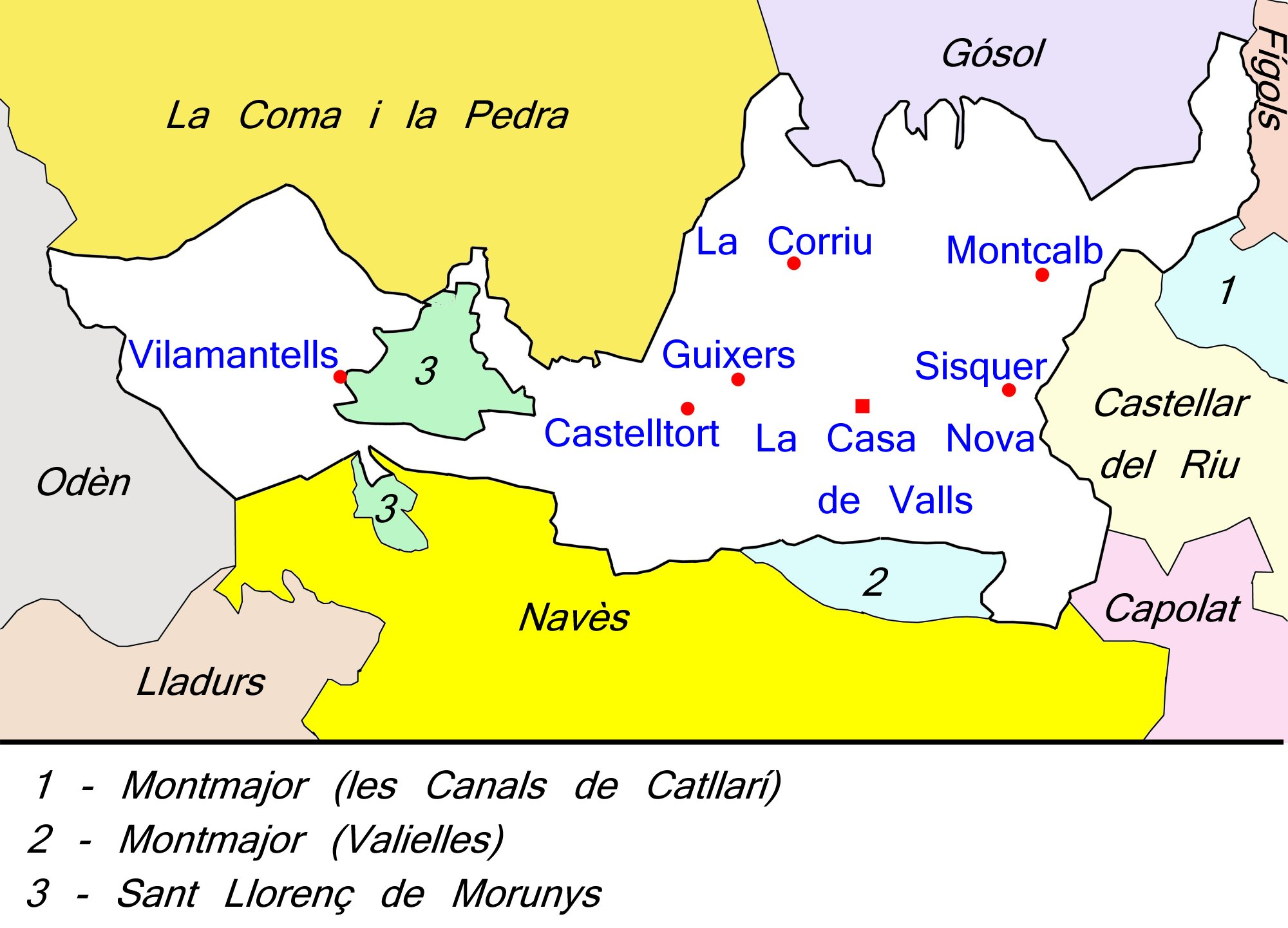
Mapa del municipi amb les seves entitats de població i els municipis limítrofs.

Vilamantells és una de les set entitats de població del municipi de Guixers, a la comarca catalana del Solsonès. Es troba a la banda occidental del municipi en el sector comprès entre el Cardener (a l'est) i el límit amb el terme municipal d'Odèn a l'oest.

## Demografia
| Evolució demogràfica |            |            |            |                   |                   |                   |       |
| Any                  | Nucli urbà | Nucli urbà | Nucli urbà | Poblament dispers | Poblament dispers | Poblament dispers | Total |
| Any                  | Homes      | Dones      | Total      | Homes             | Dones             | Total             | Total |
| 2000                 | 0          | 0          | 0          | 41                | 26                | 67                | 67    |
| 2001                 | 0          | 0          | 0          | 43                | 27                | 70                | 70    |
| 2002                 | 0          | 0          | 0          | 43                | 28                | 71                | 71    |
| 2003                 | 0          | 0          | 0          | 44                | 30                | 74                | 74    |
| 2004                 | 0          | 0          | 0          | 43                | 28                | 71                | 71    |
| 2005                 | 0          | 0          | 0          | 43                | 29                | 72                | 72    |
| 2006                 | 0          | 0          | 0          | 42                | 28                | 70                | 70    |
| 2007                 | 0          | 0          | 0          | 45                | 29                | 74                | 74    |
| 2008                 | 0          | 0          | 0          | 42                | 26                | 68                | 68    |
| Font: INE            |            |            |            |                   |                   |                   |       |

## Poblament
És l'única de les set entitas de població de Guixers que té un nucli agrupat. Malgrat això, hom no pot pas dir que a Vilamantells hi hagi un poble perquè es tracta d'una urbanització de Sant Llorenç de Morunys, (els Emprius), la banda oriental de la qual ha sobrepassat els límits del terme municipal de Sant Llorenç per entrar en el de Guixers. A banda d'aquest sector, la resta és de poblament dispers, bé en forma de masies, bé en forma de moderns xalets. En qualsevol cas, l'ajuntament comunica les dades demogràfiques anuals a l'INE considerant aquesta urbanització com a poblament dispers.
La part del terme situada al sud de les Roques de Lord està del tot despoblada.
- Llista de masies de Vilamantells

## Esglésies
- Sant Serni del Grau.
- Santa Creu d'Ollers

## Història
Segons un document de l'any 1068 transcrit al cartulari de Sant Llorenç de Morunys, l'any 992 un personatge de la Vall de Lord anomenat Gerbert va donar al monestir de Sant Llorenç de Morunys una devesa que tenia aquests termenats: La vall de Miralles, al coll del Colador, una altra vall que no especifica, el Coll de Jou i Aigües Juntes.
Un altre document de l'any 1064 permet identificar la dita vall de Miralles com un sector de la contrada anomenat Vil·la Mantells. Els comtes d'Urgell, Ermengol III de Barbastre i la seva esposa Adeled (Adelaida de Besalú) van fer donació al monestir de Sant Llorenç de l'església de Sant Sadurní del Grad i la condomina adjunta, situada a l'apèndix de Castelltort en el lloc anomenat Vil·la Mantells.
Aquesta església es tracta de la que avui s'anomena Sant Serni del Grau que el 1297 va esdevenir la parròquia de Vilamantells i que ho va ser fins a l'any 1593 quan, amb la supressió del monestir de Sant Llorenç, va passar a formar part, juntament amb la de Santa Creu d'Ollers, de la parròquia de Guixers.